# Dryophytes arenicolor
Espèce
Statut de conservation UICN

 LC  : Préoccupation mineure
Synonymes
- Hyla affinis Baird, 1854 nec Spix, 1824
- Hylarana fusca Baird, 1859
- Hyla arenicolor Cope, 1866
- Hyla copii Boulenger, 1887
- Hyliola digueti Mocquard, 1899

Dryophytes arenicolor est une espèce d'amphibiens de la famille des Hylidae.

## Répartition
Cette espèce se rencontre du niveau de la mer jusqu'à environ 3 000 m d'altitude, :
- aux États-Unis : dans le sud du Colorado, dans le sud de l'Utah, en Arizona, dans le sud du Nevada, au Nouveau-Mexique, dans la région de Big Bend dans l'ouest du Texas.
- au Mexique : dans l'est du Sonora, dans l'ouest du Chihuahua, dans le Sinaloa, dans l'ouest du Durango, dans le sud-ouest du Zacatecas, dans le sud du San Luis Potosí, dans le Nayarit, dans le Jalisco, dans l'Aguascalientes, dans le Guanajuato, dans l'Querétaro, dans l'Hidalgo, dans le nord du Colima, dans le nord du Michoacán, dans le Mexico, dans le Morelos, dans le Tlaxcala, dans l'est et le sud du Puebla, dans le nord du Guerrero et dans le nord-ouest de l'Oaxaca.

## Publication originale
- Cope, 1866 : On the structure and distribution of the genera of the arciferous Anura. Journal of the Academy of Natural Sciences of Philadelphia, sér. 2, vol. 6, p. 67-112 (texte intégral).